# Ramón II de Moncada
Ramón II de Moncada, también conocido como Ramón de Moncada o Ramón II de Tortosa, (1188 - Portopí, Mallorca, 1229) fue un militar aragonés, señor de Tortosa, que participó en la Conquista de Mallorca y falleció combatiendo en la batalla de Portopí. 

## Biografía
Hijo de Ramón I de Moncada, y por lo tanto perteneciente a la casa de Moncada, se casó con Galbors, que probablemente pertenecía al linaje de los vizcondes de Bas.
Durante la minoría de Jaime I de Aragón, actuó como testigo del testamento de Ermengol VIII de Urgel, último conde del primer linaje, que murió en 1209. En 1210 fue consejero y fiador del compromiso de matrimonio entre la condesa Aurembiaix de Urgel y Jaime I de Aragón. En 1214, le tomó el juramento como rey en Lérida.
Posteriormente se convirtió en consejero del rey, pero a partir de 1222 se puso del lado de su primo, Guillermo II de Moncada, vizconde del Bearne, que se enfrentó al rey con motivo de una disputa con Nuño Sánchez de Rosellón y Cerdaña, tío del rey. En 1225 llegaron a un acuerdo y pusieron fin al litigio.
En 1225 intervino junto a Jaime I en el Sitio de Peñíscola y luego participó en la tregua en el conflicto que enfrentaba a la casa de Moncada con los Cardona. Posteriormente apoyó a la nobleza aragonesa en la revuelta que siguió a la muerte de Pedro Ahones. También luchó en las conquistas de Liñola, Balaguer, Agramunt y Ponts. 
Fue invitado a la cena del cómitre Pedro Martell en Tarragona para preparar la Cruzada contra Mallorca, participando en las cortes generales de Barcelona, donde se ofreció a ir con veinticinco caballeros y un número indeterminado de sirvientes y marineros. Murió en la batalla de Portopí.